# Речная улица (Киев)
Речна́я у́лица — улица в Шевченковском районе города Киева. Пролегает от Дмитриевской улицы до улицы Вячеслава Черновола. К Речной улице присоединяется Златоустовская улица.
Речная улица известна с середины XIX столетия под тем же названием. Название происходит от ручья Скоморох, поблизости от которого пролегала улица.

## Почтовый индекс
01135